# Горбаченко Тетяна Григорівна
Тетя́на Григо́рівна Горбаче́нко (нар. 25 січня 1951 року, Київ) — вчена-філософ, кандидат педагогічних (1986), доктор філософських наук (2001), професор (2002). Дружина В. Лубського.

## Біографічні дані
Народилася 25 січня 1951 року в Києві.
У 1973 році закінчила Київський інститути культури, а у 1985 році інститут іноземних мов. 
Працювала у Київському університеті культури і мистецтв (з 1981 по 1992 та з 1995 по 2002): з 1996 року — професор кафедри бібліотекознавства. 
З 1992 по 1995 рік — директорка бібліотеки Києво-Могилянської академії. 
З 2002 року — професор кафедри релігієзнавства Київського університету.

## Наукова робота
Наукові дослідження: філософське осмислення взаємодії релігії та культури, історія філософії, соціологія і психологія релігії, сучасні питання документознавства та інформаційної діяльності.

### Основні праці
За ЕСУ:
- Религия в системе духовной культуры. — 1992;
- Вплив християнства на становлення писемної культури Русі-України: філософсько-релігієзнавчий аспект. — 2001;
- Бібліотеки монастирів і соборів як документальна пам’ять християнства // Актуал. проблеми історії, теорії та практики худож. культури: зб. наук. пр. — 2001. — Вип. 6, ч. 1;
- Аналітико-синтетична переробка документної інформації: навч. посіб. — 2004;
- Філософія релігії. — 2005 (усі — Київ).[1]